# Dipsas pratti
Dipsas pratti, o caracolera, como comúnmente es llamada, es una serpiente arbórea endémica de Colombia y Venezuela. Pertenece a la familia Dipsadidae y posee colmillos opistoglifos con los cuales se alimenta de moluscos. Generalmente es de actividad nocturna y arbórea y no es agresiva. Como mecanismo de defensa tiende a simular la cabeza triangular, con el fin de asemejarse a una serpiente venenosa; además, suele enrollarse con todo su cuerpo sobre sí misma y generar una barrera bastante fuerte, de manera que pueda evitar ataques de depredadores.

## Lectura complementaria
- Boulenger, G.A. (1897). "Description of a new Snake from the Andes of Colombia". Ann. Mag. Nat. Hist., Sixth Series 20: 523. (Leptognathus pratti, new species).
- Peters, James A. (1960). "The snakes of the subfamily Dipsadinae". Misc. Publ. Mus. Zool., Univ. Michigan (114): 1-224 + Plates I-VIII. (Dipsas pratti, nueva combinación, pp. 112-115).

- Datos: Q3029241
- Especies: Dipsas pratti